# VV Fortuna in het seizoen 1960/61
Het seizoen 1960/1961 was het zesde jaar in het bestaan van de Vlaardingense betaaldvoetbalclub Fortuna. De club kwam uit in de Eerste divisie A en eindigde daarin op de 12e plaats. Tevens deed de club mee aan het toernooi om de KNVB beker, hierin werd de club in de groepsfase uitgeschakeld.

## Wedstrijdstatistieken

### Eerste divisie A
|       | AGOVV | BVV   | D.F.C. | EDO   | Enschedese Boys | Helmondia '55 | Hermes DVS | HVC   | KFC   | Leeuwarden | Limburgia | RBC   | Stormvogels | Veendam | Vitesse | Volendam | De Volewijckers |
| ----- | ----- | ----- | ------ | ----- | --------------- | ------------- | ---------- | ----- | ----- | ---------- | --------- | ----- | ----------- | ------- | ------- | -------- | --------------- |
| Thuis | 2 – 1 | 2 – 1 | 0 – 2  | 1 – 1 | 2 – 2           | 0 – 1         | 1 – 0      | 3 – 0 | 1 – 2 | 3 – 3      | 1 – 0     | 1 – 1 | 2 – 0       | 4 – 1   | 8 – 0   | 2 – 0    | 0 – 2           |
| Uit   | 3 – 1 | 1 – 1 | 0 – 1  | 2 – 3 | 4 – 2           | 1 – 1         | 1 – 3      | 4 – 2 | 3 – 1 | 4 – 3      | 4 – 0     | 3 – 1 | 2 – 1       | 2 – 0   | 4 – 1   | 3 – 1    | 4 – 2           |

### KNVB beker
| Groepsfase                                             | Fortuna                                                              | 5 – 0 (2 – 0) | SVV               |
| 13 augustus 1960 Plaats: Vlaardingen Floreslaan        | Jan van den Berg 18', 20', 55' Tinus Weber 65' Frans Mijnsbergen 71' |               |                   |
| Groepsfase                                             | Feijenoord                                                           | 4 – 0 (3 – 0) | Fortuna           |
| 18 september 1960 Plaats: Rotterdam Stadion Feijenoord | Coen Moulijn 10', 58' Henk Schouten Mosje Temming                    |               |                   |
| Groepsfase                                             | Hermes DVS                                                           | 2 – 1 (1 – 0) | Fortuna           |
| 12 februari 1961 Plaats: Schiedam Harga                | Hans van Yperen 5' Frans van der Burg 88'                            |               | Kees Blankenstein |

## Statistieken Fortuna 1960/1961

### Eindstand Fortuna in de Nederlandse Eerste divisie A 1960 / 1961
| Stand | Gespeeld | Gewonnen | Gelijk | Verloren | Punten | Doelpunten voor | Doelpunten tegen |
| ----- | -------- | -------- | ------ | -------- | ------ | --------------- | ---------------- |
| 12e   | 34       | 12       | 6      | 16       | 30     | 57              | 62               |

### Topscorers
| #                 | Naam              | Goal |
| ----------------- | ----------------- | ---- |
| 1.                | Jan van den Berg  | 15   |
| 2.                | Jan Bouman        | 11   |
| 3.                | Frans Mijnsbergen | 8    |
| 4.                | Leen de Korver    | 5    |
| 5.                | Kees Blankenstein | 4    |
| 6.                | Jan van de Borden | 3    |
| 6.                | Roel Hiwat        | 3    |
| 8.                | Ger Robbemond     | 2    |
| 9.                | Jan Baksteen      | 1    |
| 9.                | Jan Hoek          | 1    |
| 9.                | Sjaak Jansen      | 1    |
| 9.                | Gerrit Swaneveld  | 1    |
| 9.                | Tinus Weber       | 1    |
| Onbekend doelpunt |                   |      |
| –                 | Onbekend          | 1    |
| Totaal            | Totaal            | 57   |

| #      | Naam              | Goal |
| ------ | ----------------- | ---- |
| 1.     | Jan van den Berg  | 3    |
| 2.     | Frans Mijnsbergen | 1    |
| 2.     | Tinus Weber       | 1    |
| Totaal | Totaal            | 5    |